# Acrostichum danaeifolium
Acrostichum danaeifolium är en kantbräkenväxtart som beskrevs av Georg Heinrich von Langsdorff och Friedrich Ernst Ludwig Fischer.
Acrostichum danaeifolium ingår i släktet Acrostichum och familjen Pteridaceae. Inga underarter finns listade i Catalogue of Life.

## Bildgalleri

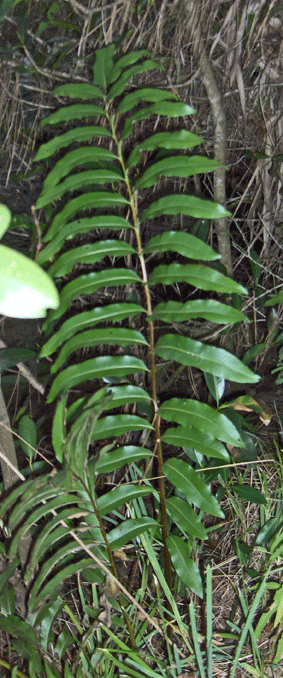
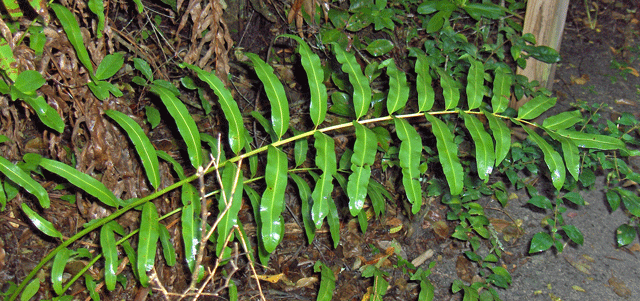
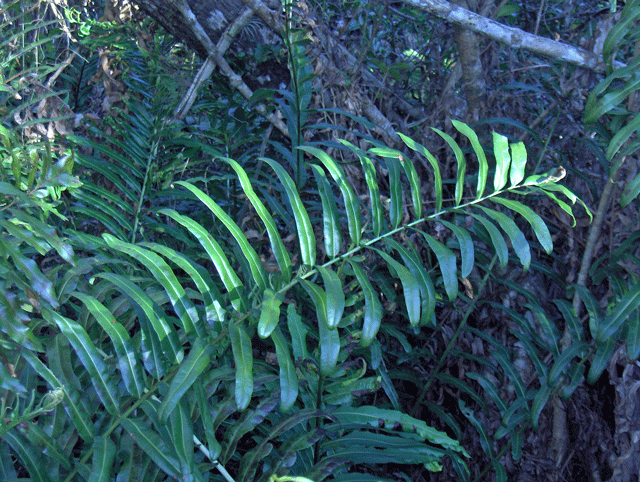
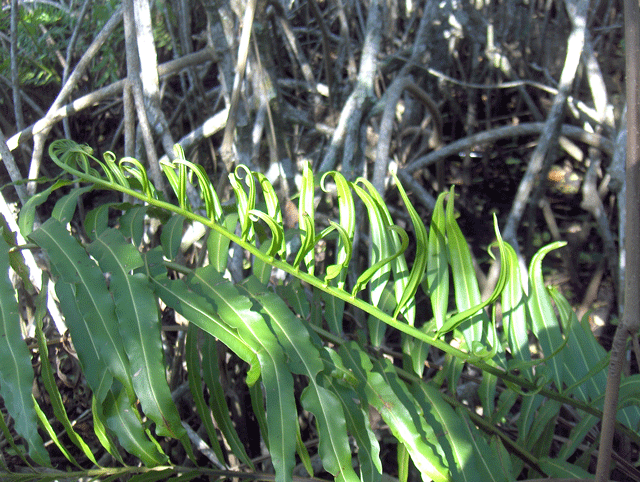